# بادخريد
بادخريد هي قرية في مقاطعة تكاب، إيران. يقدر عدد سكانها بـ 43 نسمة بحسب إحصاء 2016.